# 绝望的主妇
《慾望師奶》（英語：Desperate Housewives），是美國廣播公司（ABC）製播的一部電視肥皂劇及懸疑劇情影集。劇情背景設在虛構小鎮—紫藤里，描繪了瑪麗愛麗絲·楊格（Mary Alice Young，序章自盡的郊區家庭主婦）眼中鄰居及好友四位家庭主婦十三年間的生活，總共播出八季。除了日常生活面臨的問題及身為家庭主婦的煩惱外，同時這些家庭主婦們也面對著秘密、犯罪，以及表面上看似漂亮及完美－實際上並不是那麼一回事的鄰居們。
《慾望師奶》於2004年10月3日首播第一季。而2011—2012年的第八季，成為該劇的完結篇。

## 製作背景
本劇製片人為Marc Cherry，創作的意念源於他和他的母親一次看到有關Andrea Yates的新聞，於是開始創作本劇。徹瑞拿着劇本分別向HBO、CBS、NBC、福克斯廣播公司、 Showtime和Lifetime等各大電視臺銷售自己的劇本，但全部被拒。最後僅有华特迪士尼公司旗下的ABC決定採用他的主意。結果此片開播後迅速紅遍全美，收視率從第一集開始就直衝榜頂。
此劇的片名《Desperate Housewives》（絕望的主婦）也很快形成一陣文化現象，帶動雜誌報刊與脫口秀節目中的絕望、抓狂的主婦風潮。連美國總統喬治布殊的太太羅拉於2005年4月30日也曾在白宮記者晚宴上說：「晚上9點，總統在呼呼大睡，我卻和琳·切尼（副總統切尼的妻子）一起在看疯狂的主妇。」此劇與《迷》和《醫人當自強》把ABC自《百萬富翁》開始的一段長時間蟄伏期中喚醒了過來。
2004年5月18日，ABC公佈了2004-2005季度的節目表。當中，《慾望師奶》被安排於星期日晚上9時至10播出，但仍是暫時的安排。當本劇播出3集後，ABC將本劇連同《迷》預訂一整季的訂單。
本劇於2004年至2007年春季由Touchstone Television製作，之後改由ABC工作室負責製作。

## 播出頻道
| 所在地   | 電視台                            | 介紹                                                             |
| -------- | --------------------------------- | ---------------------------------------------------------------- |
| 美國     | 美國廣播公司                      | Lifetime重播                                                     |
| 澳洲     | Seven Network                     |                                                                  |
| 南非     | M-Net、SABC3                      |                                                                  |
| 英國     | Channel 4、E4                     |                                                                  |
| 丹麥     | 丹麥TV 2                          |                                                                  |
| 挪威     | 挪威TV 2                          |                                                                  |
| 愛爾蘭   | RTÉ Two                           |                                                                  |
| 德國     | ProSieben                         |                                                                  |
| 奧地利   | ORF                               |                                                                  |
| 亞洲     | Star World                        | 取得亞洲的優先播放權，播出的地區包括印度，巴基斯坦以及斯里蘭卡等 |
| 黎巴嫩   | Future TV                         |                                                                  |
| 土耳其   | CNBC-e、e2                        |                                                                  |
| 波蘭     | N video-on-demand                 |                                                                  |
| 加拿大   | CTV                               |                                                                  |
| 日本     | NHK                               |                                                                  |
| 中国大陆 | 中国中央电视台电视剧频道→东方卫视 |                                                                  |
| 香港     | 無線電視                          |                                                                  |
| 臺灣     | 中視→緯來育樂台→衛視合家歡台      |                                                                  |

截至2005年本劇於超過130個國家或地區播出。

## 創作班底
首兩季的執行製作人除了Marc Cherry外，還有Michael Edelstein和Tom Spezialy，他們亦是本劇的編劇。
執行製作人們於第二季的分歧不斷增加，Micheal Edelstein於第二季中段離開了劇組，而Tom Spezialy在第二季完成後亦作出同樣決定。為了填補空缺，馬克找來歡樂一家親的著名編劇Joe Keenan以及著名的電視電影製作人George W. Perkins加入。
雖然Joe Keenan的工作得到讚揚，但他還是選擇於第三季後離開，於是馬克將劇組內的Bob Daily，John Pardee和Joey Murphy升職以取代Joe Keenan的識位，三人均為馬克上一部作品The Crew的創作班底。Larry Shaw和David Grossman是劇組內最重要的導演，二人共執導了超過一半的集數。

## 拍攝地點
本劇的主要拍攝場境紫藤巷取景於荷里活環球影城一條名為"Colonial Street"的街，於1940年代，這條街是許多電影的主要拍攝場境，包括反斗小寶貝、鄰居和CBS劇集靈感應等。在第二季中，本街有著重大的改變，當中的教堂被移走，而該地則建成劇中伊蒂·布里特的新居。

## 選角
伊娃·朗歌莉亞是第一個回覆接受角色的演員，她於2004年2月9日動筆簽約，費麗西蒂·荷夫曼和泰莉·海契分別於2月10日和2月18日亦動筆簽約。域卡度·安東尼奧．查菲亞、詹姆斯·丹頓二人於2月26日接受了角色，
瑪莎·歌絲則於3月1日回覆了劇組，而Sheryl Lee、馬克·摩斯和高迪·卡斯治於3月3日動筆簽約，柯德莉·布朗和Kyle Searles於3月4日回覆了劇組，Michael Reilly Burke亦於3月8日動筆簽約。2004年5月18日，ABC公佈的2004-2005季度的節目表當中，《慾望師奶》作为新劇，有12個主要角色。
7月2日，在拍攝了本劇的試片後，ABC決定將Sheryl Lee、Kyle Searles和Michael Reilly Burke的角色換成由班莉達·斯壯、傑西·麥特卡爾菲和史蒂芬·卡普演出。Sheryl Lee離開是因為馬克重新設計她的角色－瑪麗愛麗絲·楊格；而Kyle Searles則因為無法和劇中的偷情對象－賈柏莉兒·索利斯產生代學反應而被取代。史蒂芬·卡普本來是雷斯·范迪坎一角的第一選擇，但由於他錯過出席退出ABC另一部劇集星艦奇航的會議，因此角色交由Michael Reilly Burke飾演。拍攝了本劇的試片後，史蒂芬退出星艦奇航的劇組，並重申要求出演，於是Michael便退出了，而角色則落在他身上。
早期的報告指出了一些角色名字上的轉變，柯德莉·布朗的角色最初名為珍娜(Jenna)，最後卻名為茱麗(Julie)；瑪麗愛麗絲·楊格本來是姓斯科特(Scott)，最終卻變為楊格(Young)。
8月11日，即是選角後的兩個月，劇組增加了第十三位主角：妮歌·雪莉頓，她飾演的是伊蒂·布里特，但她在選角活動中，所試演的卻是布莉·范迪坎，她被選的原因是因為她走進試演的房間時，給予本劇創作人一個豪放的印象。
第二季，本劇增加了貝蒂·艾波懷特、馬菲·艾波懷特、柯森·荷治和露霞·胡丁頓四個角色，分別由艾菲·胡達德、Mehcad Brooks凱爾·麥克拉蘭和Kiersten Warren飾演，另一個新增的角色Caleb是奇立·艾波懷特，首五集由Page Kennedy演出，但由於ABC認為他的演出不理想，於是他被開除了，取而代之的是NaShawn Kearse。
第三季，本劇增加了歐瑪·荷治、歌利亞·荷治、嘉倫·碧比和Ian Hainsworth四個角色，分別由維勒莉·瑪哈菲、迪克西卡特、勞里·梅特卡夫和多格雷·斯科特飾演。
第四季，本劇增加了嘉芬·梅菲、戴倫·梅菲、艾當·梅菲三個角色，分別由戴妮·戴倫、蓮思·霍士卡和林頓·費利安飾演。本季中期又增加了曾參演白宮群英的加里·科爾飾演嘉芬的前夫。

## 劇情

### 第一季
播放日期：2004年10月3日 - 2005年5月22日
故事由自殺身亡的主婦瑪麗愛麗絲·楊格為旁白，以故人的感受去看世態人事。
幸福完美的主婦瑪麗愛麗絲·楊格一開場便飲彈自盡，這輯主線是在瑪麗愛麗絲和她的丈夫保羅·楊格和她的兒子沙克瑞·楊格與一個木製的玩具箱。這個木製的玩具箱被保羅丟棄到海中，裡面放了一具女性的骨頭...
故事中的四位絕望主婦：尋找愛人中的傻大姐型單親媽媽蘇珊·梅耶；出現婚姻危機的完美主婦布莉·范迪坎；前職場女強人，現為四子之母的母親琳娜·史卡伏和美麗的前模特兒，嫁了有錢的老公，要甚麼有甚麼，卻与園丁搞婚外情的賈柏莉兒·索利斯，四人為鄰居及好友瑪麗愛麗絲的自殺感到非常迷茫，感到別有內情，她們還在瑪麗愛麗絲的遺物裡找到一封與瑪麗愛麗絲的死亡有關的信件
於是四人要調查真相，同時她們的各人的故事也發展下去。

### 第二季
播放日期：2005年9月25日 - 2006年5月21日
紫藤巷搬了新搬來一戶黑人母子貝蒂·艾波懷特。他們家的地下室秘密關押著某個人，主線會圍繞母子和街區人家的關係展開。布莉·范迪坎在雷斯·范迪坎死後面臨崩潰，更要招呼麻煩的奶奶。蘇珊·梅耶和麥克·德拉芬諾的感情線繼續，而前夫Karl和年輕俊朗醫生Ron亦介入戀情，形成複雜的多角戀。琳娜·史卡伏的老公湯姆·史卡伏１１年前一夜情的情婦Nora，和女兒Kala的事被琳娜·史卡伏知道了，兩人面臨離婚，而琳娜·史卡伏亦回到辦公室工作。賈柏莉兒·索利斯懷上了孩子，不幸被神秘人撞了下樓梯導致流產，而亦老公卡洛斯·索利斯和家中新的中國籍家傭兼代母小梅搭上了。伊蒂·布里特和蘇珊·梅耶的前夫卡爾·梅耶交往了，蘇珊·梅耶-的屋被伊蒂·布里特燒了。

### 第三季
播放日期：2006年9月24日 - 2007年5月20日
本季的主線在於奧森．賀治的前妻Alme和母親Goria以及情婦蒙妮的關係以及謀殺案中。布莉·范迪坎和牙醫奧森．賀治訂婚了，一個女人在訂婚派對上告訴布莉·范迪坎奧森．賀治殺死了他的前妻，-不過二人最後仍結婚，安德魯亦浪子回頭。蘇珊·梅耶要照顧被車撞到昏迷六個月不醒的麥克·德拉芬諾，並在醫院結識了英國的Ian作為新的男朋友，而女兒茱麗·梅耶和伊蒂·布里特的侄子Austin拍拖。琳娜·史卡伏希望得到Kala的撫養權並千方百計趕走Nora，湯姆·史卡伏開了一家批薩店，Nora在超級市場槍案中中槍死亡，而琳娜·史卡伏亦中槍受傷，在季未，她證實患上癌症。賈柏莉兒·索利斯的代母生下的孩子似乎不是他們的，而二人最後亦離婚了。賈柏莉兒·索利斯和市長Victor Lang結婚了，並成為市長夫人。卡洛斯·索利斯和伊蒂·布里特交往，而伊蒂·布里特的兒子和侄子Austin亦相繼拜訪。

### 第四季
播放日期：2007年9月30日 - 2008年5月18日
布莉·范迪坎的女兒丹尼爾·范迪坎的兒子Benjiman於萬聖節誕下了，並以布莉·范迪坎的兒子的身分生活下去，在龍捲風過後布莉·范迪坎以乎希望介紹安德魯給同性戀的維修工人，以儘快維修屋頂；賀治夢遊時不小心說出當年蓄意輾過麥可之事，因此被布莉趕出家門。蘇珊·梅耶和麥克·德拉芬諾婚後，蘇珊便懷孕蘇珊·梅耶發現了麥克·德拉芬諾欺騙了蘇珊他父親已死，不過事實上他父親是因為殺人被判終身監禁，而麥克·德拉芬諾亦因生活壓力染上了毒癮。琳娜·史卡伏的癌症病菌清除了，在龍捲風中，五個子女以及老公一度活埋於麥君棋太太的地下室內；琳娜過去的曖昧對象Rick從羅馬回來，並故意開了一間和湯姆打對台的餐廳，Kayla為了製造琳娜麻煩，故意慫恿雙胞胎對Rick的餐廳縱火；雖然是小孩、但卻是個陰險雙面人的Kayla，處處針對琳娜，最後被送去和外公外婆住。賈柏莉兒·索利斯和前夫卡洛斯·索利斯舊情復熾，發展出婚外情，維特·林發現了，並於龍捲風當日去找卡洛斯·索利斯，最後卡洛斯·索利斯盲了，維特·林死了，賈柏莉兒·索利斯得不到維特·林任何遺產。伊蒂·布里特的上吊計劃似乎不成功，可是仍令卡洛斯·索利斯照顧她，但最後仍發現了他和賈柏莉兒·索利斯的戀情，並告知Victor。12年前搬離紫藤巷的主婦Katherine Mayfair和她的女兒Dylan Mayfair以及第二任老公Adam Mayfair和姨媽Lily Sims搬回紫藤巷，Dylan似乎對12年前在紫藤巷居住的事毫無印象，Lily在死前用筆記下了12年前的一件事，該紙條在龍捲風後先後被Dylan和Adam發現，本季主線圍繞Mayfair家庭發展下去。

### 第五季
5年前的一場車禍導致了一對母女的不幸死亡，丈夫Dave因此精神失常被送進精神病院；事故中的生還者Susan和Mike陷入自責和爭執中，最終導致離婚。
如今Dave以新身份Edie丈夫登場紫藤裡，並展開他的秘密的複仇計劃。當鄰居們都被Dave偽善蒙蔽時，麥老太悄悄對居心叵測的新鄰居展開了調查。在她妹妹的幫助下，她獲得了Dave的電話記錄，並試圖聯繫Dave的犯罪心理學醫生。醫生到達紫藤裡找到Dave時，正是四人樂隊（Mike，Tom，Carlos，Dave）在酒吧表演前，
Dave在儲物室殺死醫生，當樂隊演出時，儲物室的火蔓延出來，燒毀了整個酒吧，同時奪去了７條生命。諷刺的是，在大火中，Dave成了救人英雄。
Orsen在火災中撞傷鼻樑，引起的鼾聲使Bree無法忍受，Orsen接受一個小手術後康復的同時，Bree發現年輕醫生Alex的桌上擺著與Andrew的親密合影。原來他們已經住在一起６個月了。Bree邀請Alex來家晚餐，席間Alex透露了與Andrew結婚的打算，同時Bree卻從Bob獲知了Alex可能拍攝過成人影碟而忐忑不安。次日，Bree帶著租來的影碟來找Andrew，但原來他一早已經知道了，那是Alex為了繳醫學院昂貴學費出去打工時被某個導演欺騙而犯下的錯誤，看到Andrew可以坦然面對愛人的過去，Bree也感到釋懷。接著Alex的母親拜訪了Bree一家，Bree雖然不能忍受她的粗俗，但表面卻得笑臉相迎。 Alex的母親希望他回家鄉小鎮工作，那裡的房價要便宜很多，Bree不願再與兒子分離，慷慨的Bree買下一個House作為他們的結婚禮物。因為Bree對丈夫的態度使Alex感到不適並出言頂撞了Bree，但Bree很快認識到自己的問題，開始與Alex和諧相處。
Dave的秘密被妻子發現，失望的Edie開車出去時遇到意外身亡。 Dave在綁架了Susan的兒子MJ後打算與Mike同歸於盡......最終被送回了精神病院。 
Susan在本季與年輕性感的油漆匠Jackson發展了一段感情，而Mike與Katherine也因為寂寞而搞起地下情，因為要救MJ，原本與Katherine打算結婚的Mike放了她鴿子。
本季以Mike的婚禮結束，但新娘的婚紗沒有揭開，留給DH的fans無限想像的空間。

### 第六季
麦克和苏珊复婚了，深爱麦克的凯瑟琳能接受这个事实吗？她会不会做出疯狂的举动来破坏麦克和苏珊的婚姻呢？苏珊的女儿朱莉从大学回到家中参加麦克和苏珊的婚礼，但在苏珊她结婚的第二天被发现倒在自家后院。警方怀疑是杀人未遂。而大家的怀疑焦点则集中到了她们的新邻居，Angie Bolen的儿子身上。布瑞违背了她的价值观，开始与苏珊的前夫凯尔不断偷情，奥森会发现布瑞这个秘密，他又会做出怎样的事情呢？勒奈特为了保住工作，极力隐瞒怀孕的事实，她能隐瞒这个秘密多久呢？年过四十的汤姆，突发奇想回到大学，主修汉语，他的大学生活会一帆风顺吗？嘉比与养女的矛盾不断升级，她该何去何从，如何对待这个青春叛逆的养女呢？连环凶杀案频发，警方毫无杀人凶手的线索。疑云密布的紫藤巷还能恢复往日的平静吗？

## 主要角色及其他角色
| 角色                 | 演員                                | 備註            |
| -------------------- | ----------------------------------- | --------------- |
| （Susan Mayer）      | 泰瑞·海契（Teri Hatcher）           | Susan Delfino   |
| （Lynette Scavo）    | 費麗西蒂·荷夫曼（Felicity Huffman） | Lynette Scavo   |
| （Bree Van De Kamp） | 瑪莎·歌絲（Marcia Cross）           | Bree Hodge      |
| （Gabrielle Solis）  | 伊娃·朗歌莉亞 （Eva Longoria）      | Gabrielle Solis |
| （Edie Britt）       | 妮歌·雪莉頓 （Nicolette Sheridan）  | Edie Britt      |

- 蘇珊·梅耶：

失婚女子。糊塗傻氣，但非常善良感性，是本劇女主角。圖中間。
- 琳娜·史卡伏：

四子之母。堅強聰慧，為了家庭不惜一切。圖左二。
- 布莉·范迪坎：

完美主婦。優雅多才，然對一些事情過於偏執。圖最左。
- 賈柏莉兒·索利斯：

商人之妻。幽默且較自我，曾拜金又外遇，後則為了照顧丈夫做過犧牲，開始珍惜所擁。圖右二。
- 伊蒂·布里特：

性感的房地產經紀人。男人一個換一個，但個性直率而且毫不做作。第五季後半退出。圖最右。
- 凱瑟琳·梅菲：

第四季出場，為少數繼續延續演出後幾季的新主婦。外似冷靜堅強，內則脆弱不定。為了女兒不停的隱瞞圓謊，為了麥可不停的追求與妄想。在第五季後才列入主角海報。
影集中常見的其他角色：
- 瑪麗·愛麗絲·楊格（[Mary Alice Young] 错误：{{Lang}}：無法辨識語言標籤 en:Mary Alice Young（帮助））：Brenda Strong飾演，已故的主婦；每集故事旁白者。
- 卡洛斯．索利斯（[Carlos Solis] 错误：{{Lang}}：無法辨識語言標籤 en:Carlos Solis（帮助））：Ricardo Antonio Chavira飾演，賈柏莉兒的丈夫。
- 汤姆·斯卡沃（Tom Scavo）：Doug Savant飾演，琳娜的丈夫。
- 麥克·德拉芬諾（Mike Delfino）：James Denton飾演，蘇珊的丈夫。
- 歐爾森·荷治（Orson Hodge）：Kyle MacLachlan飾演，布莉再婚丈夫。
- 茱麗·梅耶（Julie Mayer）：Andrea Bowen飾演，蘇珊相依為命的女兒。

離開該劇的角色：
- 雷克斯·范迪坎（Rex Van De Kamp）：Steven Culp飾演，布莉的亡夫，死於心臟病。
- 貝蒂·艾波懷特（Betty Applewhite）：Alfre Woodard飾演，於第二季末搬離紫藤巷。
- 維特·林（Victor Lang）：John Slattery飾演，第三季中賈柏莉兒的丈夫，於龍捲風中罹難。
- 保羅·楊格（Paul Young）：Mark Moses飾演，瑪麗愛麗絲的丈夫。第三季在監獄中後無下文。他於第七季獲假釋出獄後回來，並帶來一個新秘密，有待揭曉。
- 查克·楊格（Zack Young）：Cody Kasch飾演，瑪麗愛麗絲的養子；生父為麥克。第三季繼承大筆遺產後，追求賈柏麗兒未果，後無下文。
- 戴倫·梅菲（Dylan Mayfair）：Lyndsy Fonseca飾演，凱瑟琳·梅菲的女兒，第四季末的五年後已在國外結婚。第六季第十集回過紫藤巷。
- 亞當·梅菲（Adam Mayfair）：Nathan Fillion飾演，凱瑟琳·梅菲的丈夫。外遇醜聞背揭發，同時知道凱瑟琳的多年秘密，隨後離去。最後一次出現在第四季末，救了凱薩琳和布莉。
- 安德魯·范迪坎（Andrew Van De Kamp）：Shawn Pyfrom飾演，布莉的兒子。日後漸離劇組，往更好的地方發展，因此出場次數慢慢減少。

## 收視率
| 季度 | 播放時間       | 首播          | 結束          | 年度      | 排名 | 觀眾（百万计） |
| ---- | -------------- | ------------- | ------------- | --------- | ---- | -------------- |
| 1    | 星期日下午九時 | 2004年10月3日 | 2005年5月22日 | 2004-2005 | #4   | 23.69          |
| 2    | 星期日下午九時 | 2005年9月25日 | 2006年5月21日 | 2005-2006 | #4   | 21.70          |
| 3    | 星期日下午九時 | 2006年9月24日 | 2007年5月20日 | 2006-2007 | #12  | 16.7           |
| 4    | 星期日下午九時 | 2007年9月30日 | 2008年5月18日 | 2007-2008 | #8   | 17.52          |
| 5    | 星期日下午九時 | 2008年9月28日 | 2009年5月27日 | 2008-2009 | #9   | 15.66          |
| 6    | 星期日下午九時 | 2009年9月27日 | 2010年5月16日 | 2009-2010 | #20  | 12.83          |
| 7    | 星期日下午九時 | 2010年9月26日 | 2011年5月15日 | 2010-2011 | #26  | 11.85          |
| 8    | 星期日下午九時 | 2011年9月25日 | 2012年5月13日 | 2011-2012 | #35  | 10.60          |

## 外部連結
- 官方網站 （页面存档备份，存于）
- 互联网电影数据库（IMDb）上《靚太唔易做》的资料（英文）

| 無綫電視明珠台 星期四 22:35-23:30              | 無綫電視明珠台 星期四 22:35-23:30                | 無綫電視明珠台 星期四 22:35-23:30               |
| ---------------------------------------------- | ------------------------------------------------ | ----------------------------------------------- |
|                                                | 靚太唔易做（第一季） （2005.05.12 - 2005.10.13） |                                                 |
| —                                              | 鬼線人（第一季） （2005.10.20 - 2006.02.02）     |                                                 |
| 傲慢與偏見 （2006.03.09 - 2006.04.13）         | 靚太唔易做（第二季） （2006.04.20 - 2006.09.28） | 凹/凸容醫（第三季） （2006.10.05 - 2007.01.11） |
| 六級可危 （2007.10.18 - 2007.11.08）           | 靚太唔易做（第三季） （2007.11.18 - 2008.04.17） | 男人大丈夫 （2008.04.24 - 2008.07.10）          |
| 錢作怪（第一季） （2008.07.17 - 2008.11.20）   | 靚太唔易做（第四季） （2008.11.27 - 2009.03.19） | 錢作怪（第二季） （2009.03.26 - 2009.06.18）    |
| 星級酒店（第四季） （2009.09.03 - 2009.10.22） | 靚太唔易做（第五季） （2009.10.29 - 2010.04.15） | 「法」妻（第一季） （2010.04.22 - 2010.09.23）  |
| 星期三 20:30-21:30                             |                                                  |                                                 |
| 欲骨查（第三季） （2010.01.20 - 2010.04.28）   | 靚太唔易做（第六季） （2010.05.05 - 2010.10.06） | 千姬變（第二季） （2010.10.20 - 2011.01.19）    |
| 星期二 20:30-21:30                             |                                                  |                                                 |
| 錯體大狀（第二季） （2011.03.22 - 2011.06.14） | 靚太唔易做（第七季） （2011.06.21 - 2011.11.22） | 神探阿蒙（第八季） （2011.11.29 - 2012.03.13）  |
| 神探阿蒙（第八季） （2011.11.29 - 2012.03.13） | 靚太唔易做（第八季） （2012.03.20 - 2012.09.04） | 靈感探案（第一季） （2012.09.11 - 2012.11.13）  |

| 澳門廣播電視澳門台 星期一至五 24:00－00:45        | 澳門廣播電視澳門台 星期一至五 24:00－00:45        | 澳門廣播電視澳門台 星期一至五 24:00－00:45        |
| ------------------------------------------------- | ------------------------------------------------- | ------------------------------------------------- |
|                                                   | 靚太唔易做（第五季） 未知－2012年2月11日          |                                                   |
| －                                                | 靚太唔易做（第六季） 2012年2月13日－2012年3月14日 |                                                   |
| 星期一至五 24:00－00:45                           |                                                   |                                                   |
| 靚太唔易做（第五季） 未知－2012年2月11日          | 靚太唔易做（第六季） 2012年2月13日－2012年3月14日 | 靚太唔易做（第七季） 2012年3月15日－2012年4月16日 |
| 星期一至五 24:00－00:45                           |                                                   |                                                   |
| 靚太唔易做（第六季） 2012年2月13日－2012年3月14日 | 靚太唔易做（第七季） 2012年3月15日－2012年4月16日 | 兄弟姐妹（第一季） 2012年4月17日－2012年          |